# Popeye rencontre Sindbad le marin
Pour plus de détails, voir Fiche technique et Distribution.
Popeye rencontre Sindbad le marin, ou Popeye et Sinbad le marin (Popeye the Sailor Meets Sindbad the Sailor), est un court métrage d'animation américain de la série Popeye produit en Technicolor et sorti en 1936. Il a été produit par Max Fleischer et réalisé par Dave Fleischer. Ce film marque un tournant important dans l'histoire de la série, car il s'agit du tout premier dessin animé de Popeye réalisé en couleurs, grâce au procédé du Technicolor. À cette époque, les courts-métrages dits « classiques » de Popeye étaient encore en noir et blanc, et il faudra attendre 1943 avec Her Honor the Mare pour que ces courts-métrages adoptent enfin la couleur. 
Il s’agit également du premier dessin animé de l’histoire du cinéma à dépasser la longueur habituelle de 7 à 8 minutes pour une durée de 16 minutes environ (tenant ainsi sur deux bobines). Il sera détrôné l’année suivante par Blanche-Neige et les Sept Nains dans son rôle de dessin animé ayant la plus longue durée.

## Résumé
Dans ce court métrage, Sindbad le marin, incarné par Brutus, vit sur une île - dont la forteresse est gardée par deux lions - où il garde beaucoup de créatures qu'il avait capturées lors de ses aventures (comme un serpent python à la langue fourchue et un dragon), et se proclame « le plus beau, le plus grand, le plus fort, un bon, un vrai malin ». Popeye, accompagné d'Olive et de Gontran, le contredit par inadvertance, alors qu'il chante sa chanson habituelle en naviguant à portée de voix de l'île de Sindbad. Ce dernier ordonne à son énorme rokh d'enlever Olive et de détruire le bateau, forçant ainsi Popeye et Gontran à nager jusqu'au rivage. Alors que Sindbad se délecte de faire d'Olive un trophée, il est interrompu par l'arrivée de Popeye, qu'il défie ensuite lors d'une série d'obstacles pour prouver sa grandeur. Popeye doit alors vaincre le rokh, un géant à deux têtes nommé Boola (une référence aux Trois Stooges) et, enfin, Sindbad lui-même. Grâce à sa fameuse boîte d'épinards, Popeye parviendra à vaincre Sindbad, et sera acclamé par les animaux de l’île comme « le meilleur et le plus fort ».

## Fiche technique
Sauf indication contraire, les informations mentionnées dans cette section peuvent être confirmées par la base de données cinématographiques IMDb,  présente dans la section « Liens externes ».
- Réalisation : Dave Fleischer

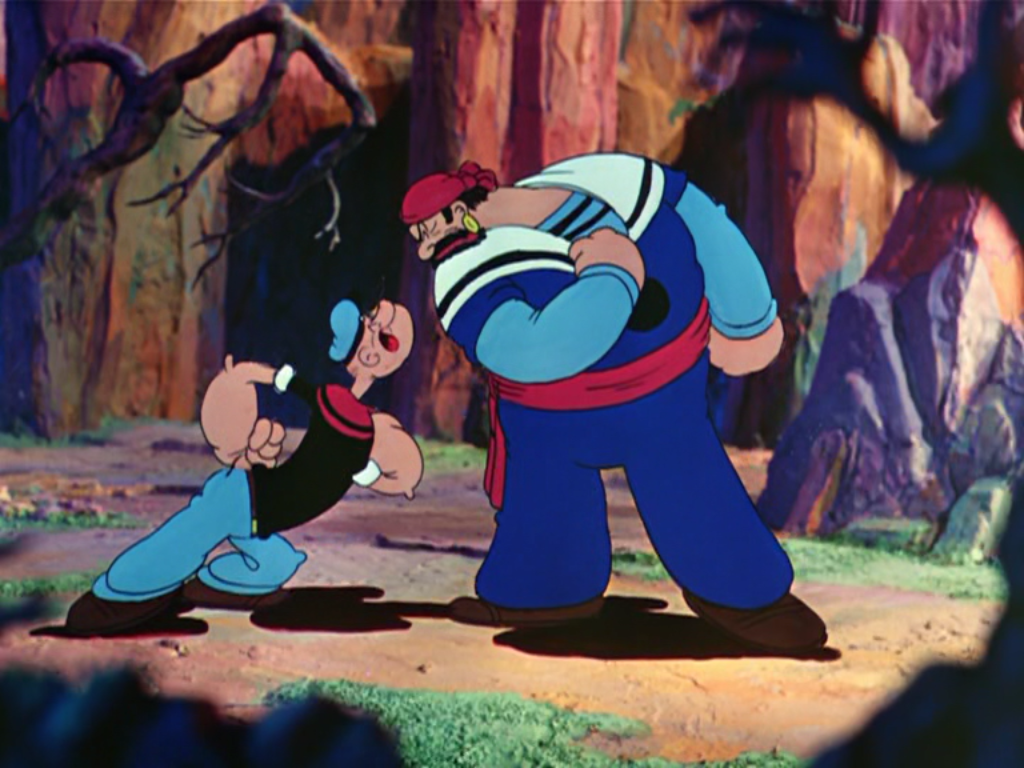
Popeye se mesure à Sindbad (Brutus), dans une scène du dessin animé.

- Scénario : Izzy Sparber (non crédité), Joe Stultz (non crédité), Bill Turner (non crédité), Jack Ward (non crédité)
- Production : Max Fleischer, Adolph Zukor
- Sociétés de production : Fleischer Studios
- Sociétés de distribution : Paramount Pictures
- Musique : Samuel Lerner (comme : Sammy Lerner), Bob Rothberg, Sammy Timberg
- Pays d’origine : États-Unis
- Langue : Anglais
- Format : 35 mm, couleur Technicolor, rapport de forme : 1.37 : 1, procédé cinéma : sphérique
- Son : Mixage mono
- Genre : Dessin animé, comédie
- Durée : 16 minutes 33 secondes
- Sortie : États-Unis : 27 novembre 1936 (cinéma) ; France : Décembre 1936 ?[2], Avril 1938[3]

### Animation
Sauf indication contraire, les informations mentionnées dans cette section peuvent être confirmées par la base de données cinématographiques IMDb,  présente dans la section « Liens externes ».
- Willard Bowsky : animateur
- George Germanetti : animateur
- Michael Maltese : mise en couleur
- Edward Nolan : animateur

Ne figurent pas au générique :
- Charles Addams : encreur
- Lou Appet : intervalliste
- Bill Carney :	intervalliste
- Lillian Friedman : animateur
- John Gentilella : intervalliste
- Alden Getz : intervalliste
- Tom Golden : intervalliste
- Earl James : intervalliste
- Jack Kirby : intervalliste
- Ellen Klugherz : encreur
- Harry Lampert : intervalliste
- Irving Levine : intervalliste
- Eli L. Levitan : encreur
- Sidney Pillet	 : intervalliste
- Gordon Sheehan : animateur
- Sydel Solomon : encreur
- Martin Taras : intervalliste
- Orestes Calpini : animateur

## Réalisation
Au milieu des années 1930, Popeye est devenu le plus célèbre des personnages de dessins animés du producteur Max Fleischer, distribués par la Paramount. Aussi, trois dessins animés spéciaux de plus longue durée sont créés : Popeye the Sailor Meets Sindbad the Sailor en 1936, Popeye the Sailor Meets Ali Baba's Forty Thieves en 1937 et Aladdin and His Wonderful Lamp en 1939, tous inspirés des contes Les Mille et Une Nuits. 

Ils profitent de la nouvelle technique d'image en couleur : le procédé technicolor. Les deux premiers sont enrichis par l'introduction de plans multiples (caméra multiplane de Fleischer) et d'intégration de modèles filmés et traités, pour créer des arrière-plans et avant-plans avec effets de perspective (« setback process »).

## Distinction

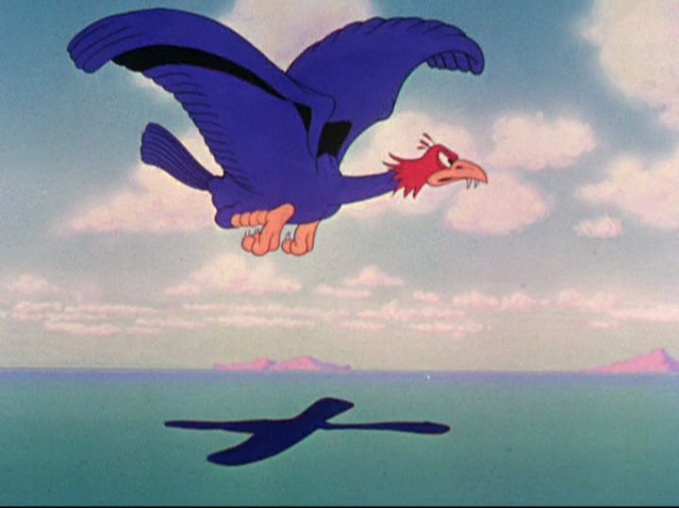
L'oiseau géant rokh.

Le 4 mars 1937, Popeye the Sailor Meets Sindbad the Sailor est sélectionné à la neuvième cérémonie des Oscars pour le prix du meilleur court métrage d'animation.

## Commentaires
Ce court-métrage reprend plusieurs éléments issus des aventures originales de Sindbad, bien que certains soient modifiés ou adaptés librement. Par exemple, l’idée de l’île posée sur le dos d’une baleine vient du premier voyage de Sindbad, mais dans l’histoire d’origine, il ne s’y installe pas – son véritable foyer reste Bagdad. Le "vallon des serpents" et le gigantesque oiseau Rokh (ou roc) apparaissent dans le deuxième voyage : dans la version classique, les serpents sont assez grands pour dévorer des éléphants, et ce sont les proies naturelles du roc. Le court-métrage fait un clin d'œil à cela avec un serpent géant que Sindbad assomme d’un coup de pied, rappelant les créatures du conte.
Certains ajouts sont totalement originaux, comme le géant à deux têtes, absent des récits traditionnels – même si Sindbad affronte bien un géant anthropophage dans son troisième voyage, dans une scène qui n’est pas sans rappeler l’épisode du cyclope dans L’Odyssée. La destruction du navire de Popeye par le Rokh pourrait aussi faire écho au cinquième voyage de Sindbad, où le navire est coulé par des rocs en représailles après que l’équipage a détruit un œuf et mangé le poussin.
Le géant à deux têtes Boola se fait remarquer par sa tenue pittoresque : une sorte de justaucorps en lambeaux, avec une seule manche, qui rappelle les costumes des hommes forts de cirque au début du XXe siècle. Elle ressemble aussi beaucoup à un singlet, le maillot porté par les haltérophiles. Ce choix vestimentaire renforce le côté caricatural de sa force brute.
Un gag récurrent traverse le film : Gontran, fidèle à son obsession pour les hamburgers, poursuit une pauvre volaille avec un hachoir, espérant la transformer en steak. Non seulement la tentative échoue, mais le canard, dans un retournement ironique, lui vole son dernier hamburger !
Le court-métrage a été partiellement recyclé dans Le grand Simbad (Big Bad Sindbad) en 1952, un épisode des studios Famous composé en grande partie d’images reprises de cette version, accompagnées de quelques séquences inédites. Un extrait plus court avait déjà été intégré à C’est Popeye le plus fort (Spinach Packin’ Popeye) en 1944.
Il s’agit également du seul court-métrage de Popeye à présenter au générique la distribution des personnages, comme c’était le cas dans les bandes-dessinées du Thimble Theatre.

## Distribution

### Voix originales
- Jack Mercer : Popeye[5]
- Mae Questel : Olive Oyl
- Gus Wickie (en) : Sindbad/Brutus
- Lou Fleischer (en) : Gontran (Wimpy)

### Voix françaises

#### 1erdoublage(2004 - utilisé dans le film-compilationPopeye et les Mille et Une Nuits)
- Patrice Baudrier : Popeye, une des têtes du géant Boola
- Monique Thierry : Olive Oyl
- Marc Bretonnière : Sindbad/Brutus, Gontran, une des têtes du géant Boola[6]

#### 2edoublage(2008 - disponible sur le coffret DVDLa collection des dessins animés Warner Bros nominés et récompensés aux oscars)
- Gérard Surugue : Popeye, le géant à deux têtes Boola
- Monique Thierry : Olive Oyl
- Saïd Amadis : Sindbad/Brutus[7]
- Pierre Baton : Gontran, narration du titre en voix off[7]